# Von Anka-borgens godsherre
Von Anka-borgens godsherre är kapitel 5 i seriesviten Farbror Joakims liv (The Life and Times of $crooge McDuck), författad och tecknad av Don Rosa. Utspelar sig 1885.

## Handling
Joakim har återvänt till Skottland och är nu på väg ut till von Anka släktens borg i en regning dag tillsammans med sin mor Dunhilde O'Rapp och sin syster Matilda. På vägen till borgen lägger Joakim märke till ett anslag som säger att Dystringe dal och all dess bebyggelse kommer att säljas på aktion på grund av obetalda skatter.
De kommer fram till borgen just som Joakims far Fergus von Anka och dennes bror Jakob håller på att driva några medlemmar av klanen Waskerville ifrån deras mark. Waskervillarna provocerar Fergus och säger att de skall köpa marken och bränna ner slottet. Joakims syster Hortensia kommer fram från ingenstans och ger prov på sitt hiskeliga humör och skrämmer bort dem. Det blir en kort men hjärtlig återförening av familjen innan Jakob tar med sig kvinnorna in till staden då det, med Fergus egna ord "kan bli farligt".
Joakim och Fergus vandrar längs borgens ödsliga salar och Fergus förklar situationen för Joakim. När det bara är Jakob och Fergus kvar har de inte längre pengar att betala skatten längre. Joakim ger Fergus checken på de 10.000 dollar han hade tjänat då han sålde Anaconda Hill, vilket är precis nog för att betala skulderna.
En stund senare kommer Argus Waskerville tillbaka med sheriffen, också han av släkten Waskerville, för att driva bort von Anka. Både Argus och sheriffen blir snopna när Fergus visar dem checken på pengarna. Motvilligt bekräftar de att checken är äkta och Argus utmananar Joakim på duell och Joakim antar utmaningen. Men Waskerville planerar att sno åt sig bankväxeln under striden och på så sätt hindra von Anka från att betala.
Både Joakim och Argus blir iklädda riddarrustningar i slottets rustkammare och duellen börjar. Joakim är överlägsen Argus och utklassar honom på alla områden tack vare de färdigheter han har fått under sina äventyr i Amerika. Under striden tar sheriffen ut bankväxeln ur Joakims bälte som han lagt på ett bord i närheten. Han ger singal till Argus som flyr ut på ett av slottets bröstvärn. Han lyckas överraska Joakim och slår svärdet ur händerna på honom och trycker upp honom mot bröstvärnet. Men just när det ser som mörkast ut plockar en mystisk kraft upp svärdet och sätter det i Joakims hand och Joakim slår ner Argus. När han njuter av sin seger uppe på bröstvärnet slår blixten ner i hans rustning och han tappar balansen och faller ner i vallgraven. Han kämpar för att komma ut ur rustningen men ett stenblock slår honom medvetslös.
Han vaknar upp av att Sir Kvack McAnka väcker honom i ett himmelsliknande landskap. Sir Kvack berättar för Joakim att det var han som räckte honom svärdet på bröstvärnet och att de måste rätta till misstaget. De beger sig till von Anka-tribunalen där Sir Tjocko Anka, Havbard von Anka, Styrman Malkolm Anka och Sir Smocko Anka är mitt uppe i ett golfspel. Sir Kvack vädjar till dem att skicka tillbaka Joakim till Jorden eftersom han inte borde dö så ung. De andra verkar relativt likgiltiga men plockar ändå fram Stora von Anka-boken, som verkar vara en nedtäckning av alla von Ankas liv genom tiderna.
De slår upp striden Joakim just deltog i och det visar sig att om Sir Kvack inte hade ingripit skulle blixten slagit ner i slottet istället och Argus Waskerville skulle ha tappat balansen så att Joakim hade kunnat avväpna honom. De konstaterar att Sir Kvack rörde till det och vill fortsätta spelet. Sir Kvack däremot fortsätter att försöka få dem att skicka tillbaka Joakim. De andra klagar på hans metoder men Sir Kvack ger igen med samma mynt. För att få ett slut på diskussionen slår de upp vad som kommer att hända Joakim. Det står att han skall ha en byggnad full med pengar (vilken de avfärdar som feltryck) och en hetlevrad brorson. Det står att Joakim skall bli världens störste äventyrare. Något som ingen verkar bry sig om. Joakim själv - som under tiden har befunnit sig i chocktillstånd - läser högt ur boken att han kommer att bli världens sniknaste, gnidigaste, snålaste gamle girigbuk. Detta får de andra von Ankas att skina upp och de beslutar snabbt att skicka tillbaka Joakim till jorden.
Joakim vaknar igen utan något minne om episoden i botten av vallgraven. Han kommer inte ur rustningen och letar i fickorna efter något att skruva upp skruvarna med. Han hittar sin turkrona i en av fickorna och med hjälp av den kommer han ur rustningen.
Under tiden letar Fergus efter Joakim i borgen men kan inte hitta honom. Waskervillarna, belåtna med sitt arbete tänker precis lämna borgen när Joakim kommer tillbaka. Han får dem att lämna tillbaka bankväxeln och håller sedan kvar dem så att Fergus får tid att springa till banken och betala skulden.
Waskervillarna, sura över att de inte kunde sno bankväkeln tänker istället ta kål på Joakim. Han är den siste av klanen von Anka och sålunda slutar ätten med honom. De tar en yxa från en staty men när de är på väg för att överfalla honom skrämmer de samlade spökena av von Anka klanen dem från vettet och de flyr.
Nästa dag kommer Fergus tillbaka och han och Joakim står uppe på muren och diskuterar Joakims framtid och Joakim beslutar sig för att bli guldgrävare.